# KTP Kotka
Kotkan Työväen Palloilijat, gewoonlijk wordt de afkorting KTP gebruikt, is een sportclub uit Kotka, een plaats in het oosten van Finland, niet ver van de Russische grens. De vereniging werd op 22 september 1927 opgericht. Er bestaat naast een voetbal- ook een basketbalafdeling KTP-Basket. De clubkleuren zijn groen en wit.
De letters KTP worden uitgesproken als KooTeePee, wat sinds de verzelfstandiging van het reserveteam in 2000 ook de officiële naam van die club was geworden. In 2013 fuseerde KooTeePee met het eerder heropgerichte KTP en werd de naam weer KTP. De club mocht wel de plaats innemen van KooTeePee in de Ykkönen. Het tweede woord in de huidige naam (Työväen) staat voor arbeiders en het derde (Palloilijat) voor voetballers uit Kotka, wat het eerste woord aangeeft.

## Voetbal

### Geschiedenis
KTP had behoorlijk wat tijd nodig om het hoogste niveau te bereiken en om serieus mee te doen wat betreft het strijden om de prijzen. Uiteindelijk lukte dit wel en er braken een tweetal succesvolle perioden aan voor de club. Zowel in 1951 als in 1952 wist de club de Finse landstitel te veroveren. Daarna was het weer even stil, totdat in 1958 de Finse beker gewonnen werd. Drie seizoenen later, 1961, deden ze dit nog eens over en met een tussenpauze van zes jaar herhaalde dit zich in 1967. Het laatste succes van de club dateert uit 1980 toen diezelfde beker werd gewonnen, en daardoor in het seizoen 1981/82 in de Europacup II uitkwamen, KTP's enige Europees optreden.

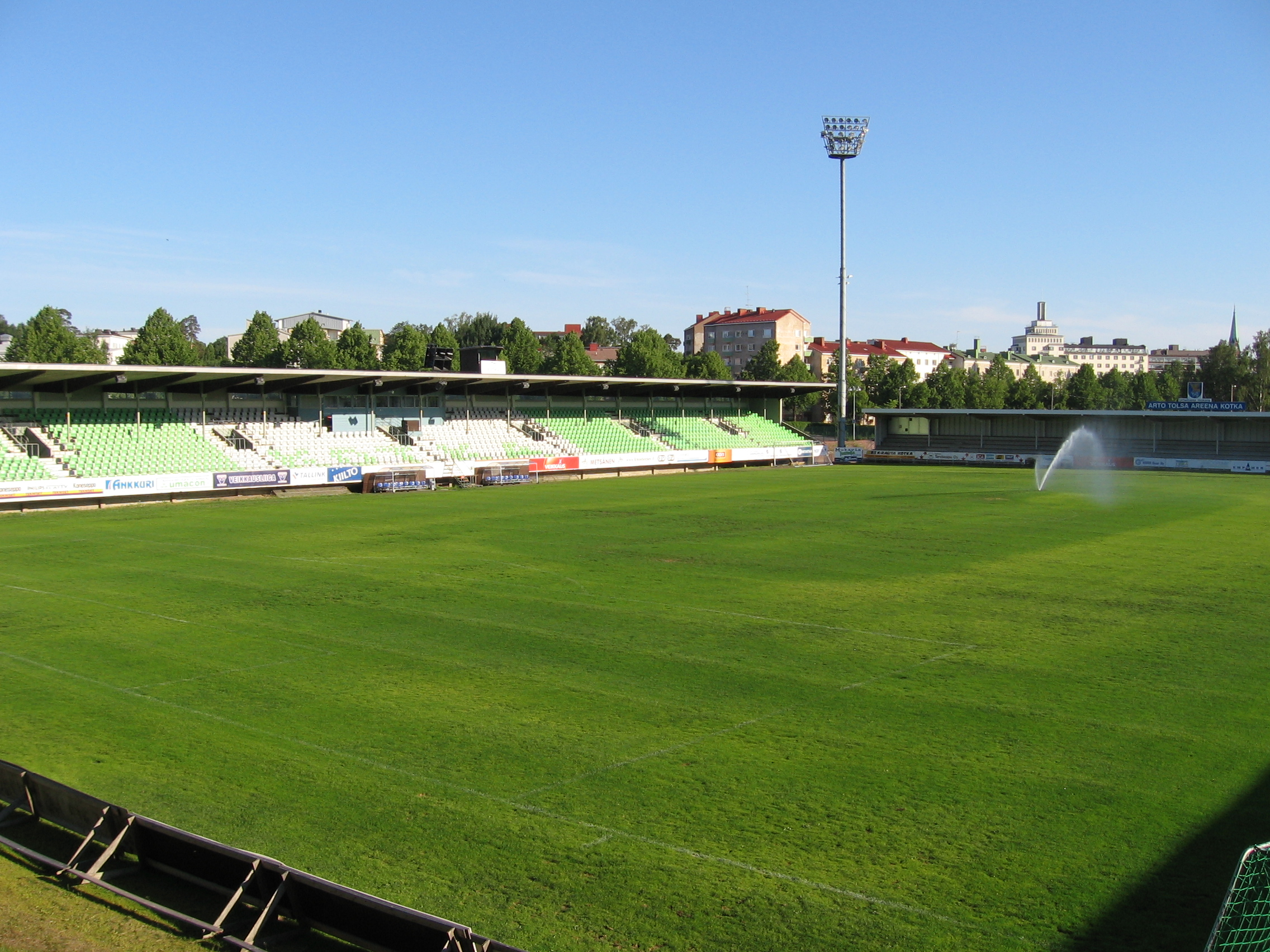
Arto Tolsa Arena is de thuisbasis van KTP

In 2000 speelde KTP nog in de Veikkausliiga (de hoogste divisie), maar degradeerde dat jaar naar de Ykkönen en ging failliet. Het toenmalige reserveteam van KTP dat in 2000 vanuit de Kolmonen (vierde divisie) naar de Kakkonen promoveerde werd een zelfstandige club en ging onder de naam FC KooTeePee verder. Uiteindelijk deed de club er slechts twee jaar over om naar de Veikkausliiga te promoveren. Het failliet verklaarde en later heropgerichte KTP speelde anno 2008 in de Kakkonen. In 2008 eindigde KooTeePee als veertiende in de competitie en degradeerde rechtstreeks naar de Ykkönen.
In 2013 fuseerde KooTeePee met het heropgerichte KTP en werd de naam gewijzigd naar KTP. De fusieclub mocht wel de plaats van KooTeePee innemen in de Ykkönen. Een jaar later was de club lang op weg naar het kampioenschap, maar op de laatste speeldag werd het op doelsaldo alsnog bijgehaald door HIFK Helsinki en eindigde het als tweede. Omdat FC Honka en MyPA-47 geen licentie kregen voor de Veikkausliiga, mochten KTP en ook nummer drie FC Ilves in 2015 alsnog aantreden op het hoogste niveau. In 2015 volgde degradatie nadat KTP in de promotie-/degradatiewedstrijden verloor van PK-35. In de op een na hoogste divisie ging het andermaal mis: de groen-witten eindigden in het seizoen 2016 op de negende en voorlaatste plaats en degradeerde samen met nummer tien FC Jazz Pori naar de Kakkonen.
Hoewel men in 2017 geen kampioen werd van een van de afdelingen van de Kakkonen, mocht het toch promoveren naar de Ykkönen, want OPS kreeg geen licentie toebedeeld voor het tweede voetbalniveau. Na drie jaar kon men weer terugkeren in de Veikkausliiga nadat men over twee wedstrijden TPS versloeg in de promotie-/degradatiewedstrijden (0-0 thuis, 1-1 uit). KTP promoveerde op basis van de uitdoelpuntenregel. Er volgde meteen degradatie in het seizoen 2021.
De succesvolste speler van KTP is Arto Tolsa met 126 doelpunten in 201 wedstrijden gescoord in de periodes 1963-1967, 1979-1981.

### Stadion
KTP speelt haar thuiswedstrijden in de Arto Tolsa Areena in Kotka waar 4.780 toeschouwers een plaats kunnen vinden.

### Erelijst
- Landskampioen

1951, 1952
- Suomen Cup

1958, 1961, 1967, 1980
- TUL competitie

1937, 1939, 1947, 1949, 1950, 1951, 1952, 1981, 1983, 2004, 2005, 2008, 2012

### Eindklasseringen
| Seizoen | №  | Clubs | Divisie       | Duels | Winst | Gelijk | Verlies | Doelsaldo | Punten | Tsch  |
| ------- | -- | ----- | ------------- | ----- | ----- | ------ | ------- | --------- | ------ | ----- |
| 2012    | 7  | 10    | Ykkönen       | 27    | 10    | 5      | 12      | 30–33     | 35     | 826   |
| 2013    | 3  | 10    | Ykkönen       | 27    | 12    | 9      | 6       | 35–29     | 45     | 925   |
| 2014    | 2  | 10    | Ykkönen       | 27    | 15    | 5      | 7       | 57–33     | 50     | 1.602 |
| 2015    | 11 | 12    | Veikkausliiga | 33    | 7     | 11     | 15      | 27–44     | 32     | 2.565 |
| 2016    | 9  | 10    | Ykkönen       | 27    | 6     | 10     | 11      | 47–50     | 28     | 1.221 |
| 2017    | 1  | 12    | Kakkonen      | 22    | 14    | 6      | 2       | 55–16     | 48     | 1.391 |
| 2018    | 7  | 10    | Ykkönen       | 27    | 7     | 8      | 12      | 29–40     | 29     | 1.815 |
| 2019    | 4  | 10    | Ykkönen       | 27    | 13    | 3      | 11      | 46–44     | 42     | 1.803 |
| 2020    | 2  | 12    | Ykkönen       | 22    | 14    | 5      | 3       | 51–23     | 47     | 1.203 |
| 2021    | 12 | 12    | Veikkausliiga | 27    | 2     | 5      | 20      | 25–58     | 11     | 1.539 |

### KTP in Europa
#R = #ronde, T/U = Thuis/Uit, W = Wedstrijd, PUC = punten UEFA coëfficiënten .
Uitslagen vanuit gezichtspunt KTP Kotka
| Seizoen                                                    | Competitie   | Ronde | Land               | Club       | Totaalscore | 1e W    | 2e W    | PUC |
| ---------------------------------------------------------- | ------------ | ----- | ------------------ | ---------- | ----------- | ------- | ------- | --- |
| 1981/82                                                    | Europacup II | 1R    | Vlag van Frankrijk | SEC Bastia | 0-5         | 0-0 (T) | 0-5 (U) | 1.0 |
| Totaal aantal behaalde punten voor UEFA coëfficiënten: 1.0 |              |       |                    |            |             |         |         |     |

### Internationals
De navolgende voetballers kwamen als speler van KTP Kotka uit voor een vertegenwoordigend Europees A-elftal. Tot op heden is Arto Tolsa degene met de meeste interlands achter zijn naam. Hij kwam als speler van KTP Kotka in totaal 44 keer uit voor het Finse nationale elftal (1964-1981).
| Naam              | Van        | Tot        | Totaal | Nationaal elftal |
| ----------------- | ---------- | ---------- | ------ | ---------------- |
| Jouko Alila       | 25.06.1980 | 25.07.1980 | 4      | Finland          |
| Argo Arbeiter     | 14.10.1998 | 04.06.2000 | 8      | Estland          |
| Kari Bergqvist    | 30.11.1980 | 02.07.1981 | 6      | Finland          |
| Elxan Həsənov     | 06.02.2000 | 06.02.2000 | 1      | Azerbeidzjan     |
| Juhani Haavisto   | 18.08.1968 | 18.08.1968 | 1      | Finland          |
| Pekka Heikkilä    | 25.09.1968 | 02.04.1969 | 3      | Finland          |
| Urmas Hepner      | 25.10.1992 | 22.09.1993 | 8      | Estland          |
| Urmas Kirs        | 18.08.1999 | 26.04.2000 | 11     | Estland          |
| Pertti Koivisto   | 29.08.1954 | 19.05.1955 | 2      | Finland          |
| Kalle Lahti       | 24.09.1950 | 18.11.1951 | 3      | Finland          |
| Kaarlo Niilonen   | 03.10.1943 | 01.09.1946 | 3      | Finland          |
| Giorgi Nikuradze  | 12.02.2003 | 12.02.2003 | 1      | Georgië          |
| Kalervo Paananen  | 09.06.1965 | 09.06.1965 | 1      | Finland          |
| Matti Paananen    | 02.07.1948 | 02.07.1948 | 1      | Finland          |
| Toivo Paananen    | 26.08.1945 | 26.08.1945 | 1      | Finland          |
| Sulo Parkkinen    | 25.05.1953 | 19.06.1955 | 2      | Finland          |
| Martin Reim       | 18.08.1999 | 10.12.2000 | 17     | Estland          |
| Eero Saarnio      | 15.09.1946 | 09.10.1949 | 7      | Finland          |
| Matti Salmelainen | 13.11.1955 | 13.11.1955 | 1      | Finland          |
| Aimo Sommarberg   | 05.10.1952 | 04.11.1956 | 8      | Finland          |
| Pentti Tähtinen   | 19.05.1955 | 14.08.1955 | 3      | Finland          |
| Ari Tissari       | 25.06.1980 | 24.09.1980 | 6      | Finland          |
| Arto Tolsa        | 02.08.1964 | 24.05.1981 | 44     | Finland          |
| Mauri Vanhanen    | 18.06.1957 | 05.07.1957 | 3      | Finland          |
| Pertti Vanhanen   | 25.05.1954 | 14.08.1963 | 16     | Finland          |

## Basketbal
KTP heeft tevens een lange basketbal traditie. Het werd zes keer landskampioen en de nationale basketbalbeker werd negen keer gewonnen. Tegenwoordig richt de club zich met name op het juniorenbasketbal en een onafhankelijk team, dat onder de naam 'KTP-Basket' is ondergebracht in een bvba, speelt op het hoogste niveau in de Finse basketbalcompetitie.

### Erelijst (basketbal)
Landskampioen in  1958, 1967, 1988, 1991, 1993, 1994
Nummer 2 in  1960, 1961, 1985, 1986, 1987, 1990
Nummer 3 in  1957, 1959, 1964, 1966, 1970, 1976, 1982, 1984, 2004
Bekerwinnaar in 1978, 1983, 1984, 1985, 1987, 1990, 1993, 2003, 2004